# Ritter Pázmán

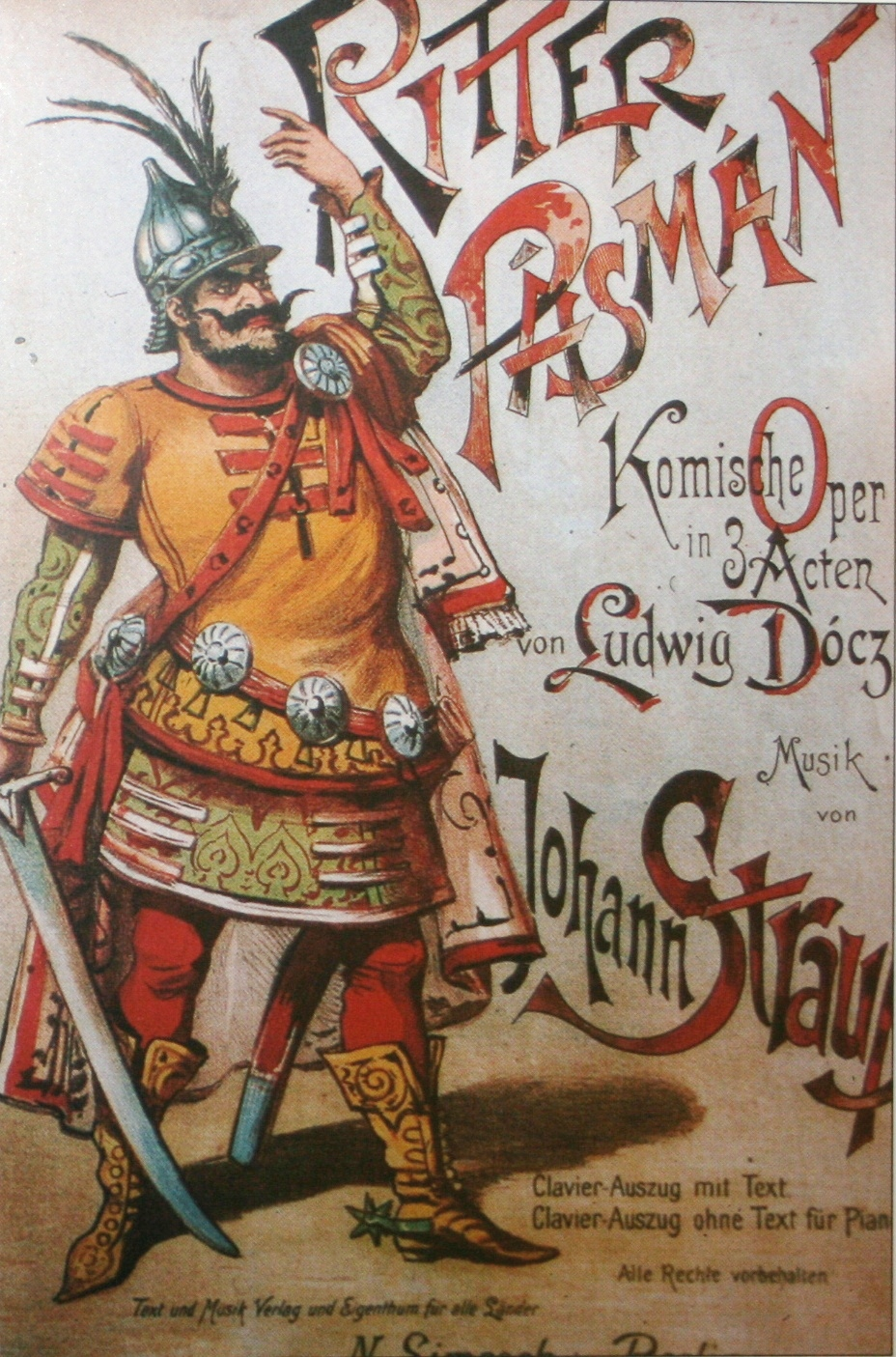
Ritter Pázmán

Ritter Pázmán (Le cavalier Pazman) est le nom d'un opéra en trois actes composé par Johann Strauss II sur un livret de Lajos Dóczi (en). Cet opéra est créé à l'Opéra d'État de Vienne le jour du nouvel an 1892,. Il s'appuie sur le poème hongrois Pázmán lovag écrit par le poète hongrois János Arany. L'opéra dure environ trois heures.

## Rôles
| Rôle                | Voix          | Interprété par le jour de la première le 1er janvier 1892 (Chef d'orchestre : Johann Strauss II) |
| ------------------- | ------------- | ------------------------------------------------------------------------------------------------ |
| Pázmán              | basse         | Franz von Reichenberg                                                                            |
| Eva                 | mezzo-soprano | Marie Renard                                                                                     |
| Gundy               | contralto     |                                                                                                  |
| Karl Robert d'Anjou | ténor         |                                                                                                  |
| Mischu              | ténor         |                                                                                                  |
| Omodé               | ténor         |                                                                                                  |
| Rodomonte           | baryton       |                                                                                                  |
| La Reine            | soprano       |                                                                                                  |

## Argument
Lieu : Hongrie
Époque : Renaissance

### Actes 1 et 2
Chateau de Pázmán
La femme du chevalier et les servants se dépêchent de préparer le repas pour accueillir Pázmán et sa troupe à leur retour de chasse. Un des chasseurs tombe amoureux de la femme du chevalier et l'embrasse sur le front alors que son mari ne regarde pas. Plus tard, après le départ du chasseur, Pázmán apprend pour le baiser, maudit sa femme et va demander justice au Roi.

### Acte 3
Le château du Roi
Le chevalier est suivi par sa femme et sa servante. Il insiste pour avoir l’autorisation d'embrasser la femme du chasseur comme revanche. Le Roi dit qu'il est celui qui a embrassé la femme de Pázmán. Pázmán est alors autorisé à embrasser la Reine.

## Réception
Quand l'opéra est annoncé, il rencontre un grand enthousiasme comme toutes les œuvres de Strauss d'autant plus que c'est son premier, et seul, opéra. Il est cependant reçu froidement lors de la première et la plupart des critiques annoncent qu'il ne sera pas joué longtemps. En effet, l'Opéra de Vienne le joue seulement neuf fois. Les critiques se plaignent de la banalité du texte et le critique de Wiener Abendpost écrit que les personnages ne se distinguent pas assez musicalement. D'autres disent que cet opéra est mort « d'échec du texte aiguë. » Cependant certains critiques comme Richard Heuberger notent que l'instrumentation de l'opéra est louable, particulièrement l'utilisation par Strauss d'un dulcimer dans la csárdás.

## Source
- (en) Cet article est partiellement ou en totalité issu de l’article de Wikipédia en anglais intitulé « Ritter Pázmán » (voir la liste des auteurs).
- (it) Amadeus Almanach, consulté le 4 octobre 2012